# Penstemon kingii
Penstemon kingii är en grobladsväxtart som beskrevs av S. Wats.. Penstemon kingii ingår i släktet penstemoner, och familjen grobladsväxter. Inga underarter finns listade i Catalogue of Life.